# A tiempo (Ha*Ash)
A tiempo è il quarto album in studio del gruppo musicale statunitense Ha*Ash, pubblicato il 16 maggio  2011 dalla Sony Music.

## Tracce
Edizione Standard
- CD

1. Impermeable – 4:07 (Áureo Baqueiro, Daniela Blau)
2. Frente a frente – 4:03 (Ashley Grace, Hanna Nicole, Rafael Vergara)
3. Faltas tú – 4:01 (Áureo Baqueiro)
4. Irremediable – 4:02 (Ashley Grace, Hanna Nicole, Rafael Vergara)
5. ¿Que haré con este amor? – 3:18 (Alejandra Alberti, Ignacio Morales)
6. Sólo una vez – 4:22 (Jorge Ballesteros, Britti Alessandro)
7. Te amo más que ayer – 3:30 (Ashley Grace, Hanna Nicole, Yoel Henriquez)
8. Te dejo en libertad – 3:58 (Ashley Grace, Hanna Nicole, José Luis Ortega)
9. ¿De dónde sacas eso? – 3:27 (Ashley Grace, Hanna Nicole, José Luis Ortega)
10. Todo no fue suficiente – 3:36 (Ashley Grace, Hanna Nicole, Yoel Henriquez)
11. Camina conmigo (feat. Río Roma) – 3:43 (Claudia Brant, José Luis Ortega)

- DVD

1. Impermeable (Video)
2. No Te Quiero Nada (Video)
3. Te Dejo En Libertad (Video)
4. Todo No Fue Suficiente (Video)
5. Faltas Tú (Video)
6. Que Haré Con Este Amor (Video)
7. Odio Amarte (Video)
8. Sólo Una Vez (Video)
9. De Dónde Sacas Eso (Video)
10. Camina Conmigo (Video)

Edizione Speciale (CD + DVD)
- CD

1. Hoy no habrá mañana – 3:34 (Ashley Grace, Hanna Nicole, Áureo Baqueiro)
2. Un beso tuyo – 3:42 (Ashley Grace, Hanna Nicole, Áureo Baqueiro)
3. Camina conmigo – 3:41 (Claudia Brant, José Luis Ortega)

- DVD

1. Odio amarte [live] (Video)
2. De dónde sacas eso? [live] (Video)
3. No te quiero nada [live] (Video)
4. Te dejo en libertad [live] (Video)
5. Sólo una vez [live] (Video)
6. Lo que yo sé de ti [live] (Video)
7. Impermeable [live] (Video)
8. Amor a medias [live] (Video)
9. Todo no fue suficiente [live] (Video)
10. Qué hago yo? [live] (Video)
11. Estés donde estés [live] (Video)
12. Impermeable (Video)
13. Te dejo en libertad [live] (Video)
14. Todo no fue suficiente (Video)
15. Impermeable (Behind the scenes)
16. Documentary film

## Classifiche
| Classifica (2011)  | Posizione massima |
| ------------------ | ----------------- |
| Messico (AMPROFON) | 4                 |